# Aubade (lingerie)
Pour les articles homonymes, voir Aubade.
Aubade Paris est une entreprise de lingerie féminine créée en 1958 par Claude Pasquier. Elle est rachetée en 2005 par le groupe suisse Calida.

## Historique
En 1875, le docteur Bernard créé une fabrique de gaines orthopédiques et de corsets vendus sous la marque Prégermain. C'est la société Bernard et Cie. Ces corsets sont alors décrits comme « solides et austères ».
En 1920, l’entreprise est rachetée dans les années 1920 par Jean Pasquier.
En 1958, son fils, Claude Pasquier lance la marque Aubade et la positionne dans le domaine de la lingerie féminine. Il est particulièrement inventif et c'est à partir de cette époque qu'opère un changement d'orientation pour l'entreprise, où la lingerie devient objet de séduction et plus seulement un accessoire fonctionnel.
Apparition de la couleur et des imprimés originaux (1963) comme des teintes pop art ou l'usage de motifs : les années 1960 sont une période d'innovations multiples pour la marque. Ouverture des ateliers de confection de La Trimouille dans la Vienne et ensuite les usines de Saint-Savin et une cinquantaine de personnes à partir de 1963. Les publicités de 1968 font scandale. Lors de la décennie suivante, malgré une mode évoluant en parallèle du mouvement hippie et après une simplification dans les années 1960, la lingerie revient à une sophistication sur laquelle surfe l'entreprise. Ces années là Aubade commercialise un soutien-gorge dos nu et sans bretelle (1972), deux ans plus tard un soutien-gorge avec attache à l'avant, utilise la broderie anglaise dans ses produits, puis à la fin de la décennie développe le string et tanga,.
Dans les années 1980 la campagne de publicité intitulée « Aubade pour un homme » se fait particulièrement remarquer, considérée comme assez machiste avec le recul. Elle est suivie la décennie d'après par la campagne dite « Leçons de séduction » à base de slogans suggestifs qui font nettement progresser le chiffre d'affaires,.
La collection « Bahia » est commercialisée en 1993 ; ce sera un long succès. En 1995, délocalisation d'une partie de la production sur le site de Ksar Hellal en Tunisie. Trois ans plus tard est lancé le « Calendrier Aubade ».
En 2001, l’entreprise réalise un chiffre d’affaires de 50 millions d’euros et occupe 500 salariés en France. 80 % de la production est alors réalisée en Tunisie. La distribution est assurée par 1500 points de vente en France et 50 % du chiffre d’affaires est réalisé à l’étranger dans 70 pays.[réf. nécessaire]
En 2005, l’entreprise est rachetée pour 50 millions d’euros par Calida, une holding basée à Sursee Suisse détenue majoritairement par Nicolas Mathys (27,3 % en 2009) et Erich Kellenberger (36 %).
En 2006, 180 emplois sont supprimés, fermeture de l’atelier de La Trimouille et réduction des effectifs à l'atelier Saint-Savin. Ouverture en France des premières boutiques Aubade, l'Art d'aimer
En 2007, 140 emplois supplémentaires sont supprimés sur le site de Saint-Savin. Il n’ y reste que 132 employés chargés de la préindustrialisation des prototypes.
En 2009, la suppression de 104 emplois à Saint-Savin est annoncée. Cette décision a d’abord été annulée par le tribunal administratif de Poitiers. Mais finalement les salariés ont été licenciés en décembre 2009, 66 d’entre eux ont fait une demande d’indemnisation contestant les motifs économiques invoqués par l’entreprise. Le jugement est prévu pour novembre 2011.
En 2010, les ventes d’Aubade sont en croissance de 10,6 % et atteignent 63,5 millions de francs (soit près de 45 millions d’euros). Les bénéfices du groupe Calida atteignent un niveau record de 20,9 millions de francs pour un EBIT de 12,9 %.

## Produits
La marque a entamé une diversification produit :
- lingerie et accessoires coquins (collection : Boite à Désir) ;
- loungewear, bodywear et nightwear ;
- balnéaire et beachwear depuis 2003 ;
- bas et collants depuis 2009 ;
- prêt-à-porter (collection Prêt-à-Séduire[17]) depuis 2009 : dentelles, guipures et broderies composent des collections de tops.

## Modèles Aubade
Parmi les femmes ayant posé pour les publicités Aubade, figurent :
- Vanessa Demouy, de manière anonyme, pour la campagne « Leçons de séduction »[18],[19]
- Kandice Esther
- Laëtitia Milot
- Jovanka Šopalović[20]